# Cartigliano

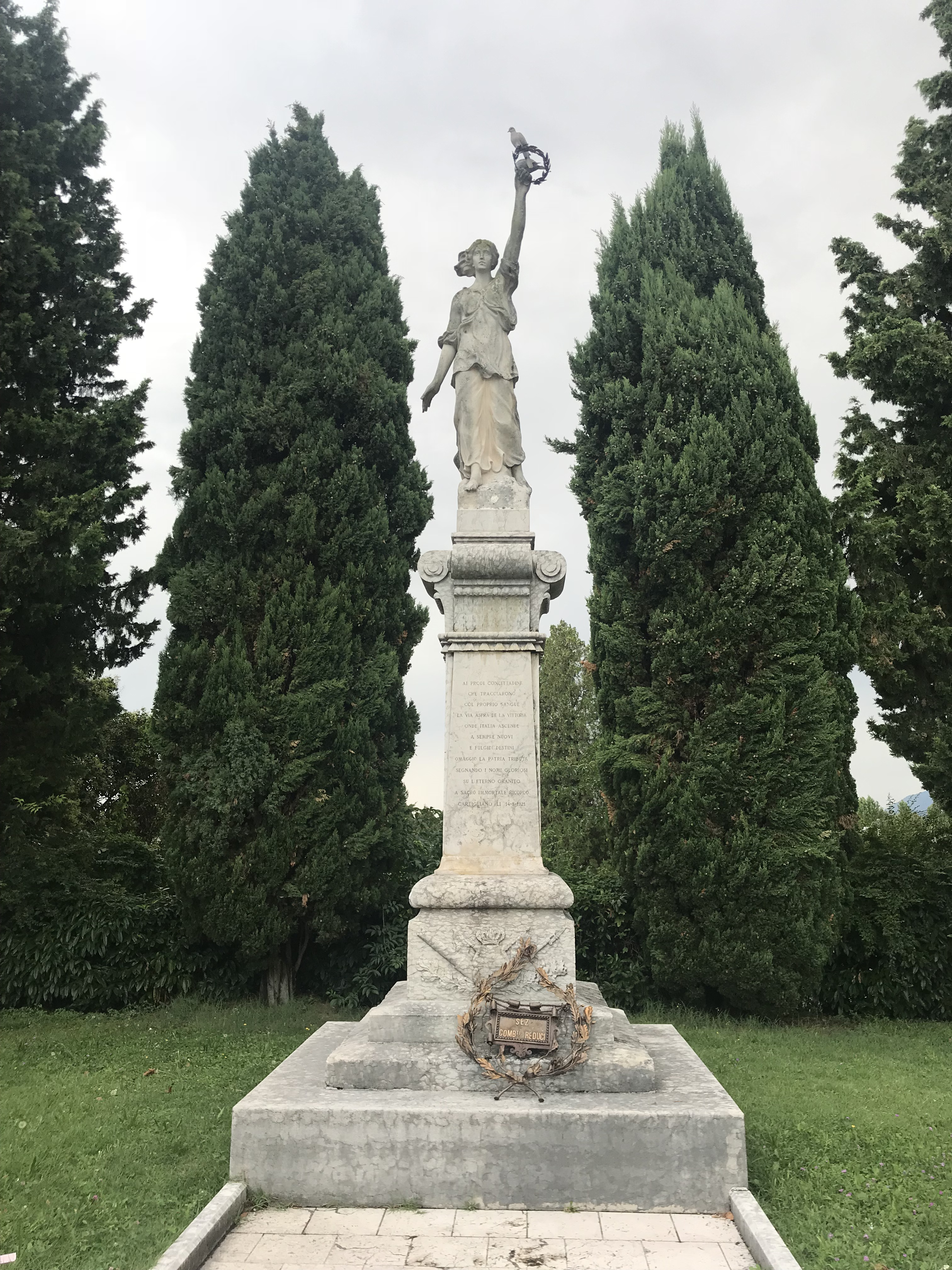
Memorial de guerra na praça da cidade

Cartigliano é uma comuna italiana da região do Vêneto, província de Vicenza, com cerca de 3.848 (31 de dezembro de 2009) habitantes. Estende-se por uma área de 7 km², tendo uma densidade populacional de 523 hab/km². Faz fronteira com Bassano del Grappa, Nove, Pozzoleone, Rosà, Tezze sul Brenta.

## Demografia
| Variação demográfica do município entre 1861 e 2011                               |
|                                                                                   |
| Fonte: Istituto Nazionale di Statistica (ISTAT) - Elaboração gráfica da Wikipedia |